# Ponç des Coll
Ponç des Coll (o Ponç Descoll) fue un arquitecto del siglo XIV, posiblemente nacido en el Rosellón y que ejerció su trabajo en el Reino de Aragón. Descoll se convirtió en el más importante de los maestros de obras de los reyes de Mallorca. Los diplomas de la época lo califican de “peirerius”, “lapicida” y “magister de petre et de calcis”.

## Biografía
Probablemente nació, y con seguridad se formó, en el Rosellón, como cantero especializado en edificaciones defensivas. Se sabe con seguridad que dirigió la construcción del portal y los cubos del recinto amurallado del Call de Perpiñán en 1277, que pagaron los judíos de la localidad (terminaron de abonarle lo convenido en 1283). En 1284 compró un terreno en dicha ciudad.
Muy posiblemente intervino en las remodelaciones del castillo de Perpiñán, donde quizá intervino en las capillas. Figura por vez primera en la documentación mallorquina en 1303, trabajando en los cimientos de las murallas de Ciudadela que, de acuerdo con el lugarteniente Dalmau de Garriga, alzó redondas como las de Perpiñán. Participó a continuación en las reparaciones de la torre del Ángel del castillo de Mallorca (1305). En 1309 transformó el palacio de la Almudaina, donde se documenta su presencia constante y su alta remuneración (30 libras anuales abonadas en pagas trimestrales). Como sucedió en tantos otros lugares, tras la conquista de Mallorca la mezquita mayor había sido consagrada para su uso como catedral, hasta que a comienzos del siglo XIV decidieron alzar una nueva iglesia conforme a las pautas occidentales.
Empezaron por la capilla de la Trinidad, que serviría de panteón regio para los reyes privativos. Aunque por el momento no se han localizado documentos que confirmen la personalidad de quien proyectó el templo, las semejanzas formales entre dicha capilla de la Trinidad y las capillas palatinas de Perpiñán (Santa Cruz y Santa Magdalena, en el castillo real) y Palma (Santa Ana de la Almudaina) han servido para atribuirla a Descoll, quien permaneció en Mallorca hasta después de la muerte del promotor, Jaime II, y regresó a Perpiñán en junio de 1311. Durliat considera que Descoll pudo ser el tracista del castillo de Bellver, porque a su juicio las menciones documentales a otro maestro, Pere Salvat, lo presentan más como encargado de obra que como arquitecto director.